# Institut James Baker
L'Institut James A. Baker III pour les politiques publiques, souvent appelé Institut Baker, est un think tank du campus de l'université Rice de Houston au Texas, fondé en 1993. Il est situé dans le Hall James A. Baker III (sur le campus), où l'on trouve également l'École de sciences sociales (dont un département de science politique et économique). 
Il est dédié à James Baker, ancien secrétaire de l'État et du Trésor. Son fondateur, Edward P. Djerejian, fut ambassadeur américain en Israël et en Syrie, ainsi que secrétaire adjoint aux Affaires du Proche-Orient. Il compte parmi son conseil d'administration William Barnett, Colin Powell, Madeleine Albright et David Leebron (recteur de l'université). 
L'institut emploie étudiants et chercheurs de tous horizons. Il se concentre sur la politique publique actuelle. L'université et tous ses étudiants sont impliqués dans ses programmes de recherche et les événements publics. 
L'institut se veut apolitique et tente de concilier théorie et pratique dans la politique publique. On compte parmi ses recherches actuelles les politiques et les médias arabes, la résolution des conflits, la politique vis-à-vis de la drogue, l'énergie, les finances de la santé, la sécurité nationale et le terrorisme, l'économie internationale, la religion et la culture, la politique de la science et de la technologie, la politique de gestion de l'espace, la politique de taxes et de dépenses, le projet Americas (gouvernement latin américain), le projet international de la Chine (politique et culture chinoises), l'urbanisme, et le projet américano-mexicain (problèmes au sujet du frontière américano-mexicaine). 
Les conférences organisées (notamment avec des personnalités nationales) sont visibles via leur site internet. 
L'institut est majoritairement financé par des dons. 